# Vanth (lune)
Pour les articles homonymes, voir Vanth.
Vanth, officiellement (90482) Orcus I Vanth, est un satellite naturel du transneptunien Orcus. Il fut découvert le 13 novembre 2005 et portait la désignation provisoire S/2005 (90482) 1.

## Découverte
À partir d'observations réalisées par le télescope spatial Hubble à partir du 13 novembre 2005, Mike Brown et T.-A. Suer ont détecté un satellite autour d'Orcus. La découverte a été officialisée dans la circulaire no 8812 de l'UAI le 22 février 2007.

## Nom
À la suite de sa découverte, le satellite a reçu la désignation provisoire S/2005 (90482) 1.
Le 23 mars 2009, Brown a demandé aux lecteurs de sa chronique hebdomadaire de suggérer des noms possibles pour le satellite. Le meilleur d'entre eux a été soumis à l'Union astronomique internationale (UAI) le 5 avril. Le nom Vanth, d'après la déesse qui guide les âmes des morts vers le monde souterrain, a finalement été choisi parmi un grand nombre de dénominations possibles. Cette proposition a été acceptée en mars 2010.

## Caractéristiques orbitales
Vanth a une orbite presque circulaire autour d'Orcus (excentricité inférieure à 0,0036) et une période orbitale de 9,53 jours. Il n'est qu'à 8 980 ± 20 kilomètres d'Orcus, trop proche pour pouvoir déterminer la composition de sa surface. Mike Brown soupçonne aussi que, comme le couple Pluton-Charon, Orcus et son satellite fonctionnent en système binaire.

## Caractéristiques physiques
En 2005, Vanth a été découvert à 0,25 seconde d'arc d'Orcus avec une différence de magnitude de 2,7 ± 1. En supposant un albédo proche de celui d'Orcus, son diamètre avoisine 250 kilomètres, soit environ un quart à un tiers de celui d'Orcus. En 2009, les estimations de Mike Brown révèlent une magnitude apparente de 21,97 ± 0,05, ce qui est 2,54 ± 0,01 magnitudes au-dessus d'Orcus (c'est-à-dire que Vanth est environ 10 fois moins lumineux qu'Orcus). Cela suggère un diamètre 3,2 (√10) fois plus petit en considérant toujours un albédo similaire. En supposant une densité et un albédo identiques, les mesures impliquent des tailles pour Orcus et Vanth respectivement de 900  et   280 km. Mais si Vanth un albédo deux fois plus faible qu'Orcus, les diamètres pourraient alors être respectivement 820 km et 640 km avec un rapport de masse de seulement 2 pour 1, ce qui ferait alors du couple Orcus-Vanth un système double.
Vanth ne ressemble pas à d'autres satellites capturés par un corps plus important. Si le satellite a été créé à partir d'un événement[Quoi ?], l'équipe de Mike Brown estime une échelle de temps de synchronisation de 100–400 millions d'années pour le système.